# Noguchiodendron
Noguchiodendron là một chi rêu trong họ Neckeraceae.